# 侍庄街道
侍庄街道是中华人民共和国江苏省连云港市灌云县下辖的一个街道办事处。
2015年1月9日，江苏省人民政府批复同意撤销侍庄乡，以原侍庄乡行政区域设立侍庄街道办事处，办事处驻三合村委会。

## 行政区划
侍庄街道下辖以下村级行政区划单位：
树云村、朱胥村、于庄村、陆庄村、三合村、季窑村、裕丰村、瓦房村、厉荡村、常荡村、朱埝村、沈庄村、乔圩村、吴王村、孙荡村和侍圩村。